# Мать (фотография)
«Мать» (латыш. Māte) — фотография Вилиса Ридзениекса. Портрет скорбящей матери композитора Эмилса Дарзиньша в десятую годовщину со дня его смерти. В 1928 году фотопортрет «Мать» получил золотую медаль на выставке в Уимблдоне. Считается материалом золотого фонда фотоискусства Латвии, символом Латвии и одним из величайших достижений в изобразительном искусстве республики.